# Länghems församling
Länghems församling är en församling i Kinds pastorat i Marks och Kinds kontrakt i Göteborgs stift i Svenska kyrkan. Församlingen ligger i Tranemo kommun (före 2022 även en del i Borås kommun).

## Administrativ historik
Församlingen har medeltida ursprung. 
Församlingen var till 2014 moderförsamling i pastoratet Länghem, Dannike, Månstad och (Södra) Åsarp. Församlingen införlivade 2014 Dannike, Månstads och Södra Åsarps församlingar och ingår sedan dess i Kinds pastorat.
1 januari 2022 överfördes till Toarps församling och Skara stift det område och kyrkan som tidigare hört till Dannike församling.

## Kyrkor
- Dannike kyrka till 2022
- Limmareds kyrka
- Länghems kyrka
- Månstads kyrka
- Södra Åsarps kyrka

I församlingen finns även det privatägda Torpa kapell.